# Dilkusha Kothi
Dilkusha Kothi sono i resti di una casa del XVIII secolo costruita in stile barocco inglese nella tranquilla zona Dilkusha di Lucknow in India. Oggi sono visibili soltanto poche torri e mura esterne come monumento, sebbene gli ampi giardini rimangano. La casa fu bombardata durante il suo coinvolgimento nell'assedio di Lucknow nel 1857 insieme alla Residenza e alla vicina scuola di La Martiniere.

## Storia
La casa fu costruita intorno al 1800 dal maggiore residente britannico Gore Ouseley, amico del sovrano di Oudh, Nawab Saadat Ali Khan. Inizialmente era destinata come residenza di caccia per i Nawab di Oudh, anche se in seguito fu utilizzata anche come residenza estiva. Le modifiche furono apportate dal Nawab, re Nasir-ud-Din Haider (1827-1837). L'edificio aveva pareti modellate e senza cortile interno, cosa insolita nell'architettura indiana tradizionale. L'edificio aveva quindi un ingombro minore e non si estendeva su una vasta area, ma era più alto dell'architettura locale tradizionale. Come il suo vicino, La Constantia, si trova sulle rive del fiume principale di Lucknow, il Gomti.

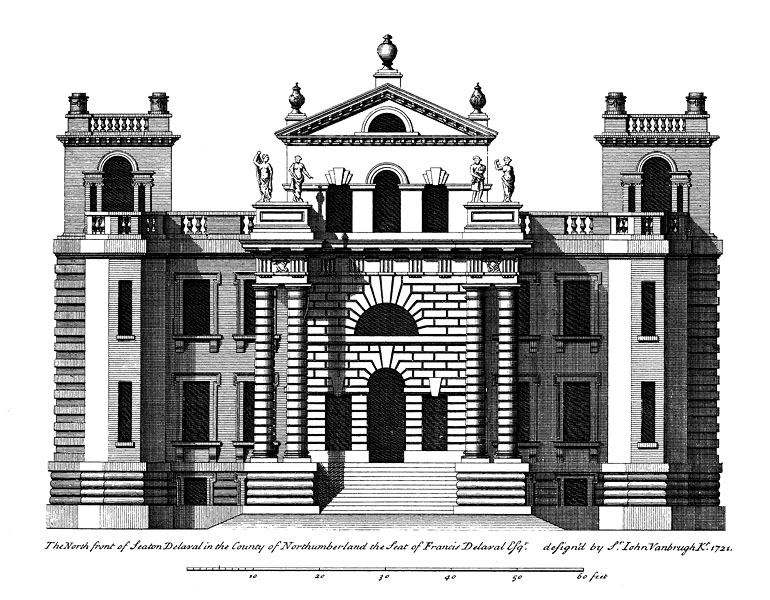
Il progetto del Seaton Delaval Hall

Il progetto ha una sorprendente somiglianza con lo stile di Seaton Delaval Hall nel Northumberland, in Inghilterra. La Seaton Delaval Hall fu costruita nel 1721 e progettata da Sir John Vanbrugh, che progettò anche Blenheim Palace. Dilkusha Kothi è raffigurato in una rara stampa dell'albume del fotografo Samuel Bourne, risalente al 1864-1865.
L'attrice britannica Mary Linley Taylor fu molto colpita da Dilkusha Kothi e chiamò sua casa a Seul così. Ella spiegò: "Da quel momento in India, quando vidi per la prima volta Dilkusha, il Palazzo della delizia per il cuore, sognai questo momento in cui avrei conferito alla nostra casa il nome di Dilkusha."

## Salita in mongolfiera
Si dice che nel 1830, Dilkushi Kothi fu il luogo per una prima salita in mongolfiera di "un inglese". Questa storia è meno degna di nota dato che il francese Claude Martin, che era stato vicino di casa quando il suo palazzo venne iniziata la costruzione di Costantia nel 1790, che più tardi divenne La Martiniere Boys College. Anche lui aveva organizzato una salita in mongolfiera a Lucknow e morì prima della manifestazione qui. L'ascesa nel 1830 fu seguita dal re Nasir-ud-Din Haider e da un gran numero di suoi cortigiani.

## 1857

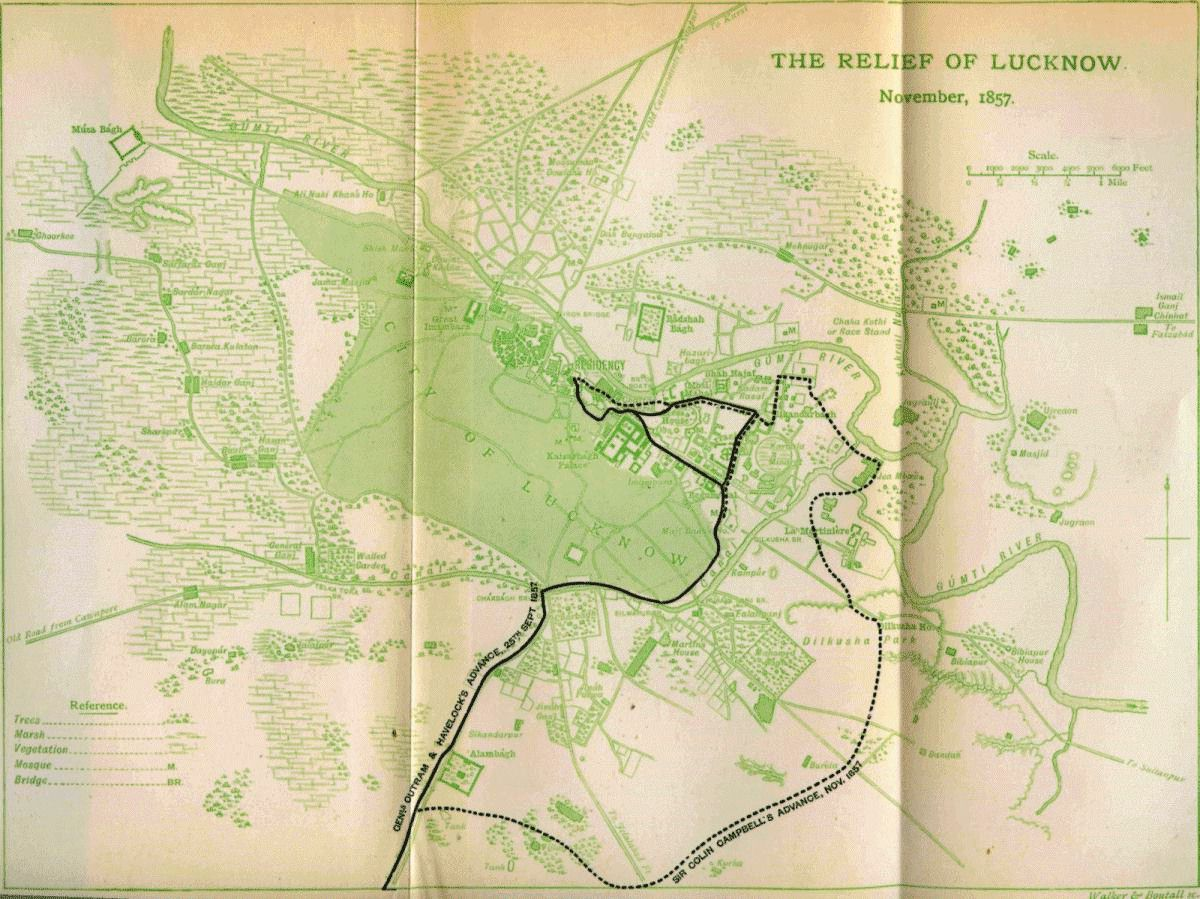
Una mappa che mostra le posizioni britanniche e le posizioni chiave di Dilkusha Kothi e La Martiniere.

Le posizioni militari nel 1857 sono mostrate sulla mappa illustrata. I giardini Dilkusha sono in basso a destra. Nel 1857 la casa fu difesa dai patrioti indiani e fu forzatamente riconquistata dalle forze britanniche sotto le istruzioni del comandante in capo britannico, Sir Colin Campbell . È stato riferito che il generale britannico Sir Henry Havelock morì il 24 novembre 1857, ma altre fonti riportano una morte per dissenteria, probabilmente causata dall'assedio. La mappa illustrata mostra come il terreno fosse al centro dell'attività militare britannica tra settembre e novembre 1857. A nord ovest lungo il fiume Gomti c'è La Martiniere e più avanti lungo il fiume si trova la residenza di Sir Henry Lawrence . Questi tre edifici hanno avuto un ruolo sostanziale nella rivolta di Lucknow. Questo edificio ha ricevuto pesanti bombardamenti sebbene la fotografia sopra datata 1858 mostri poche prove di gravi danni. Una foto scattata nel 1898 mostra l'edificio in rovina, quindi sembra che il danno maggiore non sia stato durante l'assedio.
A seguito dell'insurrezione sono state assegnate numerose medaglie, ma le più preziose sono quelle che portano il messaggio "assedio di Lucknow".

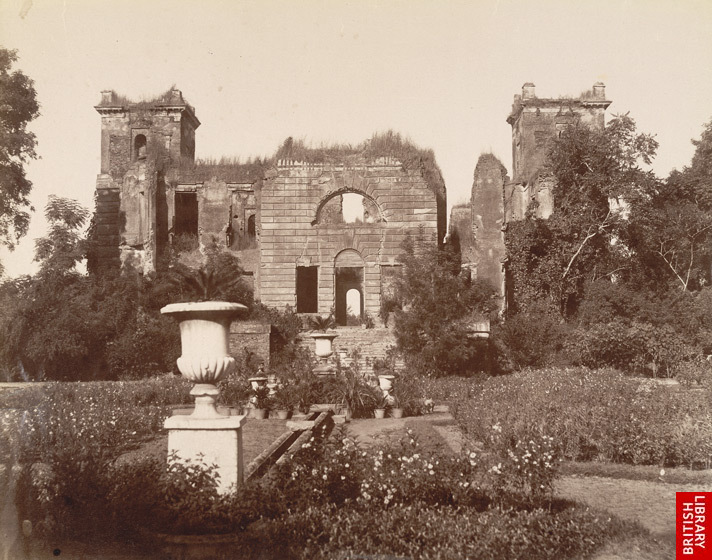
Una foto scattata nel 1880 da un fotografo sconosciuto mostra il palazzo in rovina

## Oggi
Oggi i giardini sono visitati da poche persone. È stato ipotizzato che la ragione potrebbe essere la mancanza di pubblicità. Vi è un numero maggiore di visitatori durante l'inverno quando i turisti stranieri compongono i normali visitatori di famiglie che fanno picnic, scolari e giovani coppie.  La Società Archeologica dell'India ha lavorato per prevenire ulteriori deterioramenti, effettuando giardinaggio e piccole riparazioni. Il sito è considerato meritevole di ulteriore pubblicità da parte dell'ASI, soggetto a finanziamento. Si afferma che "Dilkusha Kothi sia probabilmente uno dei monumenti più belli della storica città di Lucknow".

## In letteratura
Vi sono forti legami con A Passage in India di EM Forster. Nel libro c'è un posto chiamato Dilkusha, che è una replica di una casa signorile inglese.